# النصايف (محافظة المويه)
النصايف مركز سعودي يتبع لمحافظة المويه في منطقة مكة المكرمة. ويقع شرق مدينة الطائف بمسافة (230) كم تقريبا.